# Thomas II de Banyuls
 (février 2015).
Pour l’article homonyme, voir Thomas Ier de Banyuls.
Thomas II de Banyuls (1619-1659), baron de Nyer, seigneur de Montferrer, Réal, Odeillo, Puig et Léca, fut un des chefs catalans majeur durant la période allant du soulèvement de la Catalogne au traité des Pyrénées, la Catalogne étant alors tiraillée entre la France et l'Espagne. Il fut gouverneur des comtés de Roussillon et de Cerdagne, puis de la province des Abruzzes.

## Origines familiales
Il est le fils de François II de Banyuls (1589-1649), baron de Nyer, seigneur de Montferrer, Real, Puig, Odeillo, et Leca et de son épouse, Emerenciana de Orís y de Vallgornera (1577-1649).
C'est aussi le petit-fils de Thomas Ier de Banyuls qui s'était déjà illustré en son temps en tant que gouverneur de Huesca en Aragon et chef des Nyerros.
Il a une sœur, Mansia de Banyuls de Montferrer, mariée en 1643 avec Antoine de Bru y de Palau ; et un frère, Marc-Antoine de Banyuls, procureur royal des fiefs dans les comtés de Roussillon et de Cerdagne en 1642 puis séquestre des biens de l'abbaye Sainte-Marie d'Arles, décédé en 1647.

## Carrière

### Ralliement à la France
En 1639, lors du soulèvement de la Catalogne, il est maître de camp d'infanterie : il exerce le commandement d'un régiment. En 1641, il est l'un des chefs du mouvement catalaniste et prend le parti de la France. Il est secondé par son frère, Marc-Antoine de Banyuls.
Le 8 juin 1642, Louis XIII le nomme à l'office de procureur royal des comtés de Roussillon et de Cerdagne, puis il est fait maréchal de camp le 15 janvier 1643 et gouverneur de la citadelle et de la ville de Perpignan, emploi précédemment occupé par Nicolas de Vaubecourt.
Le 3 février 1643, Philippe de La Mothe-Houdancourt, vice-roi de Catalogne, octroie à Thomas de Banyuls la dignité de portant-veus, soit gouverneur et procureur royal pour les comtés de Roussillon et de Cerdagne, tout en restant gouverneur militaire de la ville et citadelle de Perpignan, postes qu'il occupe de 1643 à 1652.
Le 10 juillet 1645, il envoie aux consuls de Thuir une ordonnance prescrivant de chanter un Te Deum à la suite du succès des armées françaises sur les Castillans.

### Changement de camp
En 1651, le gouvernement insurrectionnel de Catalogne se soumettant au roi d'Espagne, tous les peuples des trois comtés mécontents des Français s'empressent de revenir à leur ancien souverain, partout où ils ne sont pas soutenus par des forces suffisantes. La position de Thomas de Banyuls devient très équivoque. Suspect aux yeux des Français qui l'accusent de ne pas s'opposer au mouvement de ses compatriotes, il prend le parti de quitter le service de la France pour se retirer dans ses terres occupées par les Espagnols. Il est alors remplacé provisoirement par Jacques de Souillac, marquis de Châtillon, nommé lieutenant-général en 1651.
Un différend en juillet 1651 fait provoquer en duel Thomas de Banyuls par le marquis de Châtillon. Les consuls de Perpignan s'interposent alors entre les deux adversaires. Le conflit est soumis à  l'arbitrage du roi de France.
Mécontent de la manière dont les Français interprètent sa conduite et comprenant que Louis XIV veut conserver le Roussillon, il prend du service en Espagne. À la fin de 1652 et au début de 1653, avec un bataillon de volontaires, il garde la vallée de la Têt contre l'invasion des Français.
Le 22 juillet 1653, ses biens sont confisqués par Louis XIV et donnés à Joseph de Margarit, resté fidèle aux Français. Sa famille, convaincue d'avoir participé à la conspiration de Villefranche, est traitée en rebelle. Charles de Banyuls, son fils aîné, l'un des chefs de la conspiration, doit s'enfuir à Barcelone tandis qu'il est condamné à mort par contumace. Le château médiéval de Mollet de la famille de Banyuls dominant le fief de Montferrer sera même par la suite rasé sous la supervision de Vauban afin qu'il ne puisse plus servir de refuge à d'éventuels insoumis.
Le 23 juin 1654, Philippe IV lui accorde l’autorisation de faire du charbon sur les montagnes des comtés de Roussillon et de Cerdagne.
Le prince de Conti, frère du Grand Condé, fait le siège de Villefranche qu'il finit par emporter. Les Miquelets placés sous les ordres de Thomas de Banyuls résistent dans les gorges de la Têt. Entre le 28 juin et le 21 juillet 1654, il est blessé lors de l'attaque de Puigcerda par les Français.
Lorsque le prince de Condé, après la prise de Villefranche, croit devoir se retirer de ces montagnes, Thomas de Banyuls à la tête d'une partie de la garnison de Puigcerda et de 500 paysans, attaque son arrière-garde, fait 600 prisonniers et s'empare des équipages d'un régiment.
Fin 1654, Philippe IV nomme Thomas de Banyuls gouverneur des Abruzzes dans le royaume de Naples.

### Retour en grâce
Thomas de Banyuls se retire ensuite à Barcelone et y meurt le 5 mai 1659 avec le titre de mestre de camp d'infanterie étant rentré en grâce auprès de Louis XIV.
Dans son testament du 26 décembre 1658 (devant Me Joseph Quatrecases Sala, notaire à Barcelone), il est qualifié de gouverneur des comtés de Roussillon et de Cerdagne, et ultérieurement de la province des Abruzzes dans le royaume de Naples.

## Mariage et descendance
Le 7 juin 1649, il épouse Francesca Compte i de Llupia, fille de Joseph Compte i de Béarn, donzell, et de Sebastiana de Llupia. Ils ont deux fils et une fille :
1. Charles de Banyuls qui naît en 1647, sa femme sera la première marquise de Montferré (avril 1675).
2. François de Banyuls qui naît en 1648, il sera le premier marquis de Montferré (juin 1694).
3. Francesca de Banyuls qui naît en 1649.

### Articles liés
- Famille de Banyuls
- Soulèvement de la Catalogne

### Sources
- Histoire de la maison des chevaliers de Banyuls, barons de Nyer, marquis de Montferré, seigneurs de La Rocha, Porcinyans, Fornols, Puig, Réal, Odeillo, Leca, Millepetit 1132-1922, de M. l'abbé Jean Capeille, curé à Banyuls-dels-Aspres.
- La Maison de Banyuls de Montferré et les Familles Alliées, de Marie-Suzanne Pollet, tome I et tome II.
- Dieu, le roi, les hommes : Perpignan et le Roussillon, 1580-1830, par Raymond Sala, 1996.
- Histoire du Roussillon et Œuvres posthumes, de Jean de Gazanyola, augmenté des notes recueillies et classées par Clément de Lacroix. Paris, tome 1, p. 506, (APO B15, 139).
- Notices généalogiques, par Henry, baron de Woelmont de Brumagne. Paris, Champion, 1928 (4e série, p. 32-34 : Banyuls de Montferré).
- Louis XIV et les Pyrénées catalanes de 1659 à 1681: frontière politique et frontières militaires, par Alain Ayats, Trabucaire, 2002 (p. 37, 385, 387, 399, 484).
- Encyclopédie Catalane.
- (ca) Biographie dans la Gran Enciclopèdia Catalana.
- Site familial.